# Хамбълдън
Хамбълдън (на английски: Hambledon) е малко изолирано село в Англия. Намира се в графство Съри. През 16 век там се добива желязна руда, по-късно започват да се произвеждат тухли.
Църквата „Сейнт Питър“ се намира на върха на един хълм. В двора ѝ има два огромни тиса, като единият е с обиколка 30 фута (ок. 9 m). Близо до селото се намира Оукхърст Котидж - работническа къща от 16 век, която е реставрирана и се стопанисва от Националния тръст.
През 70-те години на 19 век северно от Хамбълдън са построени малко болнично заведение и морга. По-късно те са преобразувани в Хамбълдънската болница, която е закрита през 1948 г. Население 765 жители (2001).